# Notocitellus
Notocitellus är ett släkte i ekorrfamiljen. 
Arterna i släktet har tidigare förts till släktet Spermophilus, men efter DNA-studier som visat att arterna i detta släkte var parafyletiska med avseende på präriehundar, släktet Ammospermophilus och murmeldjur, har det delats upp i flera släkten, bland annat detta.

## Ingående arter
- Notocitellus adocetus
- Notocitellus annulatus[1]

Båda arterna finns i Mexiko.